# Mujeres celtas

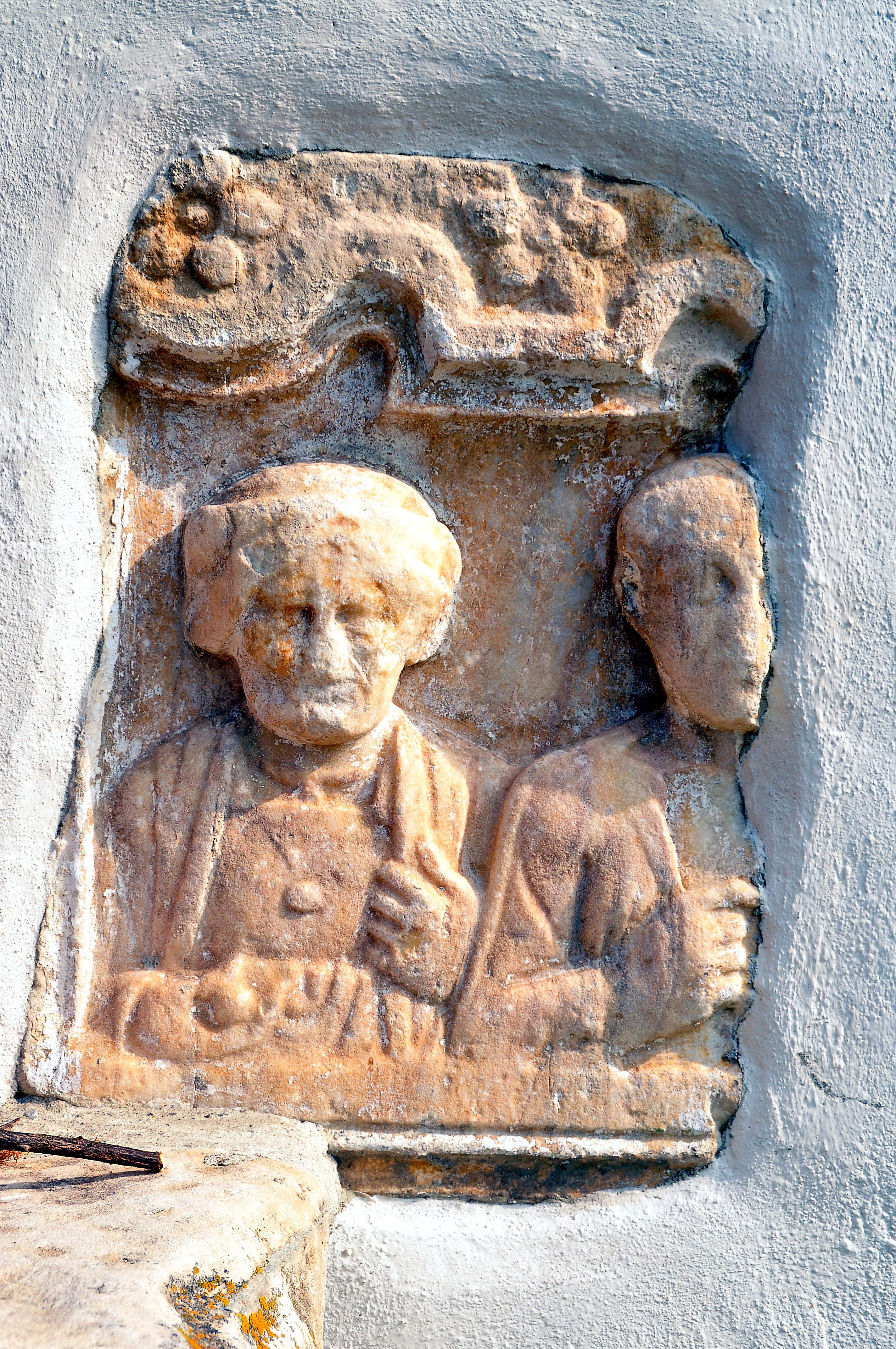
Pareja celta (Wölfnitz-Lendorf, Carintia)

La posición social de las mujeres celtas en la sociedad antigua solo se puede definir  en función de las fuentes de manera incierta. Por una parte, las grandes personalidades celtas femeninas son conocidas por la historia y la mitología, por otra, su posición real en la estructura tribal celta dominada por hombres estaba social y legalmente restringida. Sin embargo, en lo que respecta al derecho de matrimonio y herencia, las mujeres celtas estaban algo mejor situadas que las mujeres griegas y romanas antiguas. La situación de la mujer celta en el continente europeo ha sido transmitida casi exclusivamente a través de los escritos de autores griegos y romanos de la época, quienes plasmaron su visión de un "pueblo bárbaro" con los prejuicios que ello conllevaba. Además de los antiguos informes de viajes y guerras, las historias sobre los celtas de las islas británicas se encuentran principalmente en los mitos y leyendas del período precristiano que se transmitían oralmente. Los registros escritos de estos mitos y las obras recopiladas de textos legales también registrados en este momento solo se conocen desde la Alta Edad Media. La arqueología muestra la imagen de la mujer celta a través de hallazgos -especialmente ajuares funerarios- que pueden aportar información sobre su posición en la sociedad y la cultura material. Los relieves y esculturas de mujeres celtas solo se conocen de la cultura galo-romana. Un matriarcado atribuido a los primeros celtas por autores románticos de los siglos XVIII y XIX, así como por autoras feministas del siglo XX, no es comprobable según las tradiciones aseguradas.

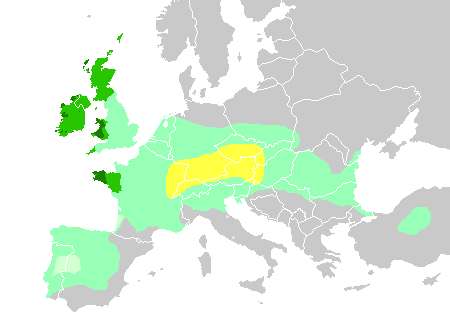
Expansión de los pueblos célticos en Europa.
Territorio de las Hallstatt y La Tène.
Territorio del idioma lusitano, sin afiliación clara.
Máxima expansión de las lenguas celtas en la Antigüedad clásica, pero perdidos antes del Medioevo.
Territorios donde se hablaban lenguas celtas durante la Edad Media.
Territorios donde aún se hablan con frecuencia las lenguas celtas.

## Duración y difusión de la cultura celta
Los celtas (griego antiguo Κέλτοι Keltoi; latín celtae, galli, galati) eran tribus y confederaciones tribales de la Europa antigua que habitaron las regiones occidentales y centrales desde fines de la Edad del Bronce y principios de la Edad del Hierro (el llamado período de Hallstatt). En el período de La Tène, se extendieron a través de migraciones y la transferencia cultural a Asia Menor, al norte de España, a las islas británicas y a los Balcanes. Los griegos y los romanos usaron la palabra Κελτική o Celticum para algunas áreas bajo el dominio celta. Tenían una cultura material relativamente uniforme (especialmente en el período de La Tène) e inmaterial (el conjunto de hábitos y normas colectivos) que los diferenciaba de las tribus vecinas como los itálicos, etruscos, ilirios, griegos, íberos, germanos, escitas y tracios.
Los celtas continentales se caracterizaron por esta cultura desde aproximadamente 800 a. C., como mínimo, hasta aproximadamente el siglo V d. C. (fin del dominio romano en las zonas celtas y cristianización de Irlanda). Las suposiciones de algunos celtólogos, de poder determinar huellas de una cultura celta ya en el siglo II milenio antes de Cristo son discutibles. En Gran Bretaña, después de la partida de los romanos, la cultura y la dominación celtas revivieron y luego terminaron con la inmigración de tribus germánicas y fueron empujadas hacia áreas periféricas. La cultura celta fue predominante en Irlanda durante mucho tiempo.

Los celtas son caracterizados lingüísticamente como hablantes de una lengua indoeuropea emparentada con el germánico y el latín, que se define por ciertas características específicas.

## La mujer en la sociedad celta
Las informaciones sobre mujeres celtas no solo son raras, sino que más allá de las fuentes medievales sobre los habitantes de Bretaña, Irlanda y Escocia, provienen exclusivamente de la pluma de sus vecinos, es decir, de hombres griegos y romanos. Además, la mayoría de estas fuentes provienen de los dos siglos antes y después de Cristo. El mayor problema, sin embargo, es el hecho de que el término "celta" cubre un área enormemente grande, que se extiende desde Irlanda hasta Anatolia,  en la que no se puede esperar una situación uniforme de las mujeres. Por lo tanto, afirmaciones confiables se pueden hacer mejor a través de hallazgos arqueológicos, que, sin embargo, deben limitarse a ciertos aspectos.

### Evidencias

#### Hallazgos arqueológicos
Los descubrimientos arqueológicos son casi exclusivamente sepulturas, aunque en el distrito de Hallstatt, zona en la que se extendió esta fase cultural, especialmente en Dürrnberg cerca de Hallein, se pueden considerar dichas tumbas como celtas en el último período de Hallstatt. Las tumbas femeninas con entierro muestran un intercambio cultural por medio de ajuares funerarios con el sur de Europa, especialmente con las culturas del norte de Italia Este y Villanova.
Ciertos ajuares funerarios como peines, espejos, utensilios de tocador (cortaúñas, pinzas, cucharillas para orejas), malacates (volante del huso manual, un dispositivo para la producción de hilo), vasijas de barro, collares, aretes, las horquillas, los broches de vestir, los dedos se consideran ayudas para identificar los entierros de las mujeres, los anillos para brazos y piernas y la bisutería (broches y hebillas). Sin embargo, una gran mayoría de los hallazgos funerarios no muestran bienes funerarios claramente específicos de género, donde se encontraron los mencionados, se relacionan casi exclusivamente con tumbas de mujeres.
La cámara funeraria de la necrópolis de Goeblange-Nospelt (Luxemburgo) es un ejemplo de sepultura femenina ricamente equipada, con un ánfora de salsa de pescado (el garum de Gades), que era un condimento común, una cacerola de bronce con tapa tamiz, un caldero de bronce, dos cuencos de bronce y un balde, un plato de terra sigillata, varios vasos y jarras de arcilla, un espejo y ocho fíbulas. La cámara funeraria reconstruida con el ajuar funerario se muestra en la obra "Celtas - Imágenes de su cultura". En la tumba de la Princesa de Vix se encontró una crátera de bronce, lo que es evidencia la alta posición de los enterrados. Procede de un taller griego y mide 1,6 m de altura, pesando más de 200 kg y con una capacidad de 1100 l, siendo el recipiente antiguo de metal más grande encontrado hasta ahora. En ocho tumbas de cremación en la región Rin-Meno de la época media y tardía de La Tène, en las que fueron enterradas niñas, se encontraron esculturas de perros de 2.1 a 6.7 cm de longitud. Los materiales utilizados fueron azabache, arcilla, vidrio y bronce; su significado, sea como animal predilecto, como amuleto u ofrenda votiva no puede ser determinado,
Los hallazgos arqueológicos del siglo XIX fueron interpretados con demasiada frecuencia en el marco de los conceptos de género burgueses de entonces, sin que se tuvieron en cuenta las diferencias sociales en la antigua cultura celta. Los roles de género se consideraban inmutables, por lo que el ajuar funerario se clasificaba claramente como femenino o masculino. Fue recién cuando la determinación antropológica del género mediante el examen de los hallazgos óseos que se hizo posible que esta visión simplificada de los hallazgos funerarios se relativizara.

### Situación social

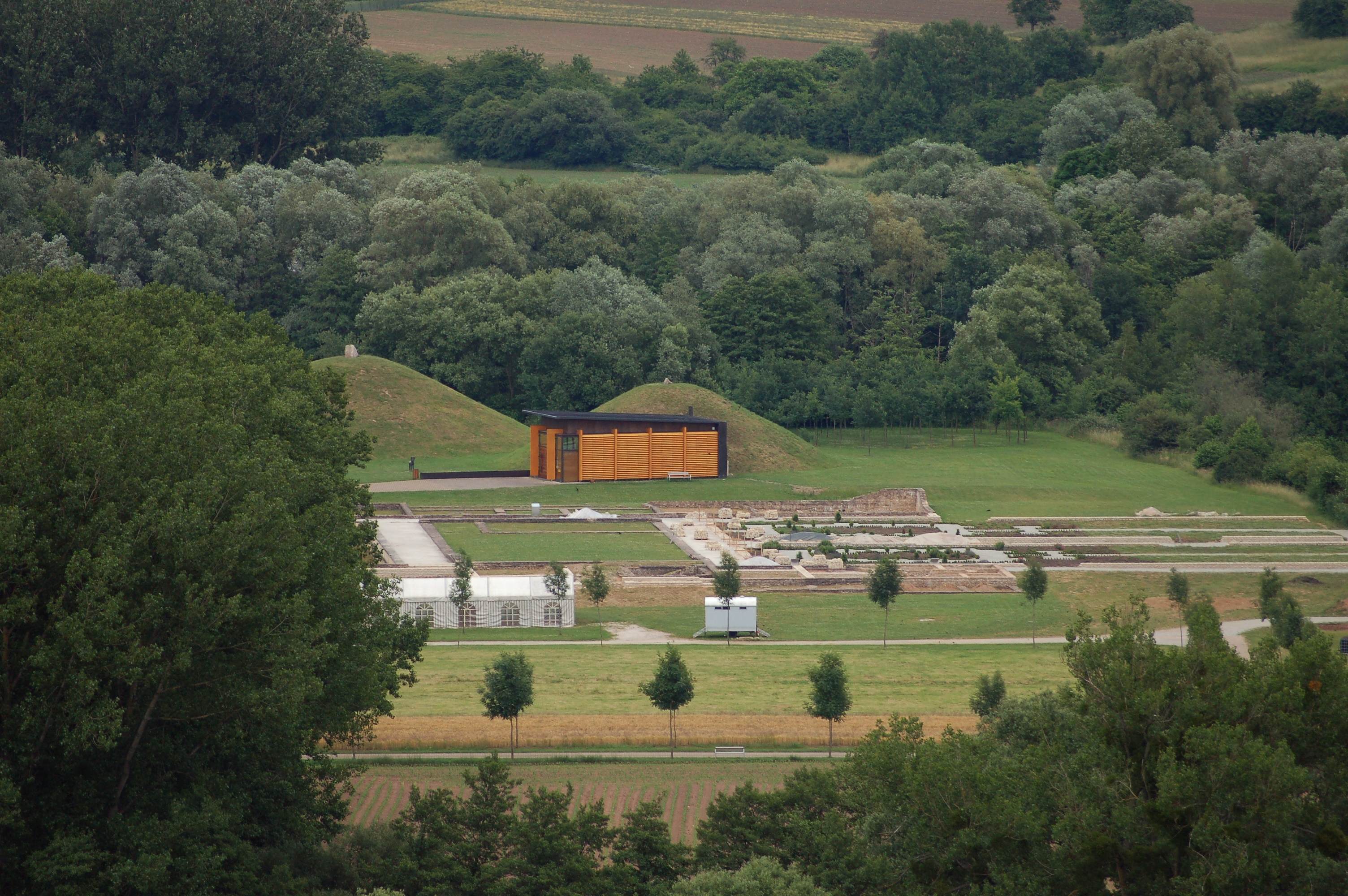
Tumba de la princesa de Reinheim

### Apariencia de las mujeres celtas

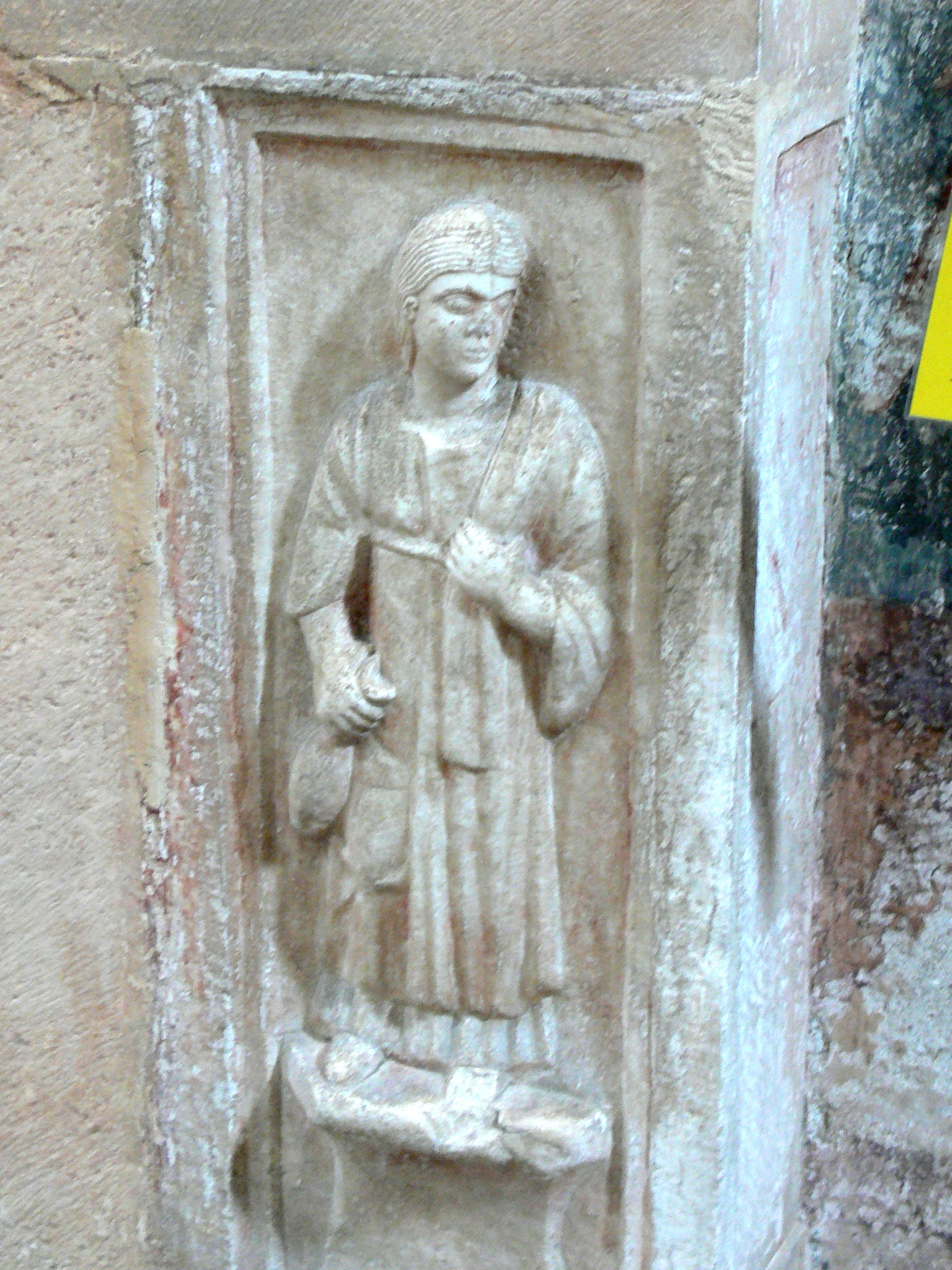
Granjera celta (Gurk, Carintia)